# Kristof Clerix
Kristof Clerix (1978) is een Belgische onderzoeksjournalist en redacteur. Clerix is lid van het International Consortium of Investigative Journalists.

## Opleiding
Clerix behaalde in 2000 een Master in German and English Linguistics and Literature aan de Katholieke Universiteit Leuven. In 2001 volgde hij een Master-na-Master Conflict and Development studies aan de Universiteit Gent. In 2002 studeerde Clerix af aan de MediAcademy met cursussen in Utrecht, Parijs en Londen.

## Erkenning
- 2021: Belfius persprijzen (58e editie): Print & Web: Kristof Clerix, Xavier Counasse, Joël Matriche met 'Le Projet Cartel'.
- 2020: Belfius persprijzen (57e editie): Print & Web: Kristof Clerix, Roeland Termote, Doruntina Islamaj, Débora Votquenne met 'Mensenhandel in Belgische nagelsalons'.[3]
- 2020: Belfius persprijzen (57e editie): Lars Bové, Steven Vanden Bussche, Nico Schoofs, Doruntina Islamaj, Andries Fluit, Thomas Segers, Raphael Cockx, Alexander Dumarey, Kristof Clerix met 'Immo Royal',[4] waarin aangetoond wordt hoe belastingplichtigen mee betalen voor het patrimonium van de Koninklijke Schenking.[3]
- 2019: Belfius persprijzen (56e editie): Kristof Clerix, Lars Bové, Anne-Sophie Leurquin, Marie Thieffry met 'Implant Files'.
- 2017: De Loep: met Lars Bové en 5 Nederlandse journalisten met Paradise Papers.
- 2016: Prijs voor de democratie: Kristof Clerix, Lars Bové en het ICIJ met 'Panama Papers'.
- 2015: De Loep: Lars Bové, Kristof Clerix, Martijn Roessingh, Jan Kleinnijenhuis en Han Koch met 'LuxLeaks'.
- 2014: Belfius persprijzen (52e editie): Speciale pers financiële en economische pers: Kristof Clerix, Xavier Counasse, Lars Bové (MO*, Le Soir, De Tijd) met 'LuxLeaks'

## Publicaties
- Kristof Clerix (2012). SpionageːDoelwit Brussel. Antwerpen, Manteau. Gearchiveerd op 4 september 2023.

- Bibliothèque nationale de France: cb162772330 (data)
- Gemeinsame Normdatei: 173935826
- International Standard Name Identifier: 0000 0001 1872 4486
- Library of Congress Control Number: n2008085178
- Nederlandse Thesaurus van Auteursnamen: 297659251
- Virtual International Authority File: 4412315
- WorldCat: E39PCjHkXGrWGgH9xRvchqb9Kq